# EUROSCI Network
EUROSCI Network é uma rede académica internacional que promove a cooperação interuniversitária por meio da tecnologia educativa. Formada o 1 de setembro de 2016, oferece serviços a membros e parceiros institucionais nos âmbitos de cooperação internacional, formação do profesorado, gestão da presença on-line, intermediação do patrocínio e garantia da qualidade. Entre suas atividades destacam três edições de um curso aberto on-line sobre integração europeia financiado pela União Europeia. A Rede também tem promovido actividades de extensão a professores e alunos de outros níveis educativos, como o ensino secundário.

## Parceiros institucionais
Vinte e quatro instituições de ensino superior eram parceiras desta rede em julho de 2020, distribuídas ao longo de treze países diferentes da América do Sul, da África e da Europa:
| País        | Institutiones                                          |
| ----------- | ------------------------------------------------------ |
| Brasil      | Universidade Metodista de Piracicaba                   |
| Brasil      | Universidade Metodista de São Paulo                    |
| Colômbia    | Universidade Católica de Colômbia                      |
| Alemanha    | Universidade de Siegen                                 |
| Grécia      | Universidade de Tesália                                |
| Itália      | Universidade de Palermo                                |
| Kosovo      | Universidade de Pristina                               |
| Líbia       | Universidade de Bengasi                                |
| Líbia       | Universidade de Seba                                   |
| Líbia       | Universidade de Trípoli                                |
| Marrocos    | HESTIM Engineering and Business School                 |
| Polónia     | Politechnika Lubelska                                  |
| Roménia     | Escola Nacional de Estudos Políticos e Administrativos |
| Roménia     | Universidade de Iaşi                                   |
| Roménia     | Universidade Politécnica de Bucareste                  |
| Roménia     | Universidade de Suceava                                |
| Roménia     | Universidade Técnica Gheorghe Asachi de Iași           |
| Espanha     | Universidade da Corunha                                |
| Espanha     | Universidade de Santiago de Compostela                 |
| Ucrânia     | Universidade de Odesa                                  |
| Ucrânia     | Universidade de Chernivtsi                             |
| Ucrânia     | Universidade Agroecológica Nacional de Zhytomyr        |
| Reino Unido | Royal Holloway, Universidade de Londres                |
| Reino Unido | University of South Wales                              |